# Оброваць Синьський
Оброваць Синьський (хорв. Obrovac Sinjski) — населений пункт у Хорватії, у Сплітсько-Далматинській жупанії у складі міста Синь.

## Населення
Населення за даними перепису 2011 року становило 804 осіб.
Динаміка чисельності населення поселення:

## Клімат
Середня річна температура становить 13,02 °C, середня максимальна – 28,28 °C, а середня мінімальна – -2,24 °C. Середня річна кількість опадів – 912 мм.
| Клімат поселення                              | Клімат поселення | Клімат поселення | Клімат поселення | Клімат поселення | Клімат поселення | Клімат поселення | Клімат поселення | Клімат поселення | Клімат поселення | Клімат поселення | Клімат поселення | Клімат поселення | Клімат поселення |
| Показник                                      | Січ.             | Лют.             | Бер.             | Квіт.            | Трав.            | Черв.            | Лип.             | Серп.            | Вер.             | Жовт.            | Лист.            | Груд.            |                  |
| Середній максимум, °C                         | 9,40             | 10,68            | 13,98            | 17,78            | 22,28            | 26,06            | 28,28            | 28,16            | 23,47            | 18,54            | 13,11            | 10,03            |                  |
| Середня температура, °C                       | 3,59             | 4,86             | 8,14             | 11,96            | 16,46            | 20,24            | 23,19            | 23,06            | 18,38            | 13,44            | 8,02             | 4,94             |                  |
| Середній мінімум, °C                          | −2,24            | −0,98            | 2,32             | 6,13             | 10,63            | 14,40            | 18,08            | 17,98            | 13,28            | 8,35             | 2,93             | −0,15            |                  |
| Норма опадів, мм                              | 75               | 65               | 72               | 78               | 66               | 64               | 45               | 56               | 80               | 99               | 115              | 97               |                  |
| Середньомісячна швидкість вітру, м/с          | 1.84             | 2.17             | 2.41             | 2.30             | 2.09             | 1.85             | 1.89             | 1.70             | 1.81             | 1.82             | 2.14             | 2.12             |                  |
| Середньомісячна сонячна радіація, кДж/м²·день | 5377             | 8148             | 11751            | 16208            | 19982            | 22667            | 24332            | 21455            | 15875            | 10290            | 5863             | 4549             |                  |
| --------------------------------------------- | ---------------- | ---------------- | ---------------- | ---------------- | ---------------- | ---------------- | ---------------- | ---------------- | ---------------- | ---------------- | ---------------- | ---------------- | ---------------- |
| Джерело:                                      |                  |                  |                  |                  |                  |                  |                  |                  |                  |                  |                  |                  |                  |